# Фадєєнко Олег Віталійович
Оле́г Віта́лійович Фадє́єнко (позивний «Малиш», нар. 9 травня 1996, м. Первомайський, Харківська область — пом. 2 липня 2023, Донецька область) — український військовик, спортсмен та громадський діяч, молодший лейтенант Збройних сил України, учасник російсько-української війни, що відзначився у ході російського вторгнення в Україну. Герой України (2024, посмертно).

## Життєпис

### Ранні роки
Олег Фадєєнко народився 9 травня 1996 року в місті Первомайський (тепер — Златопіль) Харківської області. Його батько був водієм пожежної автоцистерни, займався пожежно-прикладним спортом, а мати працювала юристкою.
Батько з дитинства прищеплював Олегу любов до спорту, і, коли син був у молодших класах школи, відвів до секції боксу. Здобував перемоги на чемпіонаті з боксу в Харкові, ставав призером чемпіонатів України з боксу. Згодом Олег Фадєєнко опанував пауерліфтинг, універсальний повноконтактний бій, джіу-джитсу, кросфіт, займався змішаними єдиноборствами, ставав чемпіоном України у різних вагових категоріях. Також був чемпіоном України з грепплінгу, перемагав на турнірі ADCC у різних вагових категоріях, багато раз здобував перемогу на різних турнірах України.
Значний вплив на виховання Олега мав його дід Олексій Степанищев, який служив у прикордонних військах, згодом працював в структурах МВС. За словами дружини Олега Фадєєнка, Єлизавети, з дідусем в Олега був особливий зв'язок.

### Військо та громадська діяльність
За словами командира спецпідрозділу «Kraken» Костянтина Немічева, у 2014 році до нього біля метро підійшов хлопець, яким був Олег Фадєєнко. Того ж року Олег став добровольцем під час російського вторгнення на Донбас. Також боровся з проросійськими рухами у Харкові. Свій позивний «Малиш» він отримав на одному з громадських заходів, під час якого хтось пожартував щодо Олега, який мав зріст у 2 метри та вагу понад 110 кг, «Дивись, який Малиш», що викликало усмішку.
У 2018 році закінчив Харківську державну академію фізичної культури за спеціальністю «фізична терапія».
По завершенню академії Олег Фадєєнко залишився жити і займатися громадською діяльністю у Харкові. До російського повномасштабного вторгнення у лютому 2022 року він займався розвитком спорту, його популяризацією серед молоді, популяризацією ножового спорту у Харкові, а також військово-патріотичним вихованням молоді та здійснював військову підготовку охочих. Став одним із засновників СК «Легіон» (бійцівський клуб «XXI Legion»), займався розвитком спорту у місті Златопіль. Також він був одним з лідерів Центурії Харківщини, керівником ГО «Центурія», засновником «Nord Storm». Як згадував начальник штабу спецпідрозділу «Kraken» Костянтина Немічева, Олег був соціально активною людиною, мав загострене почуття справедливості.
У Златополі він започаткував різні заходи з військово-патріотичного виховання молоді, його силами були відкриті спортивні секції. За словами міського голови Златополя Миколи Бакшеєва, Олег Фадєєнко брав участь підготовці оборони міста.

### Під час російського вторгнення (2022—2023)
З перших днів російського вторгнення в Україну Олег Фадєєнко пішов добровольцем з метою захисту України. Обороняв Харків та Харківщину у складі спецпідрозділу Головного управління розвідки Міністерства оборони України «Кракен». Брав участь у боях за звільнення сіл Вільхівка, Руська Лозова, Питомник, Молодова поблизу Харкова, а також у Слобожанському контрнаступі у боях за звільнення Балаклії, Куп'янська, Куп'янська-Вузлового.
З листопада 2022 року служив у лавах 1-го штурмового батальйону 3-ї окремої штурмової бригади. В її складі звільняв Херсонщину, звільняв Херсон, брав участь у боях за Бахмут та його околиці. Обіймав посаду командира взводу розвідки «HATRED» 1-го штурмового батальйону 3-ї окремої штурмової бригади За словами начальника штабу спецпідрозділу «Kraken» Костянтина Немічева, Олег Фадєєнко «провів багато успішних наступальних і диверсійних операцій», а за словами Романа Єрьоменка, Олег створив окремий взвод розвідки «HATRED», який став одним з найефективніших у складі 3-ї окремої штурмової бригади.
Станом на початок липня 2023 року мав звання молодшого лейтенанта. 1 липня 2023 року під час боїв на околицях Кліщіївки Донецької області підрозділ Олега Фадєєнка підірвав склад боєприпасів і ліквідував 17 російських військових. Сам Олег вів свій взвод вперед, показував приклад. Під час відходу група потрапила під обстріл. Олег Фадєєнко зазнав уламкового поранення під час мінометного обстрілу в серце та легені. Після цього він дійшов до побратимів, подолавши 2 кілометри. Там йому надали медичну допомогу і госпіталізували. Протягом цього часу Олег Фадєєнко був у свідомості, спілкувався і жартував. У госпіталі його було прооперовано. Під час евакуації до лікарні в Дніпрі в нього тричі зупинялося серце і серце тричі запускали знову.
Олег Фадєєнко помер в госпіталі 2 липня 2023 року від отриманих поранень на Донеччині.
За словами Костянтина Немічева, Олег Фадєєнко мав жорсткість до ворогів та був опорою для побратимів, а також мав якості справжнього воїна, лідера, люблячого батька та чоловіка.
4 липня 2023 року, коли відбувалося прощання з Олегом в рідному Златополі, росіяни обстріляли будинок за 500—800 метрів від церемонії прощання ракетою ОТРК «Іскандер», внаслідок чого 2 людей загинуло та ще 43 особи було поранено. Після цього громадську церемонію прощання з Олегом Фадєєнком скасували, його тіло за його заповітом кремували без публічного прощання.
Після смерті Олега Фадєєнка 14 липня 2023 року помер його дід Олексій Степанищев.

## Вшанування
9 травня 2024 року на будівлі школи, в якій навчався Олег Фадєєнко, було відкрито меморіальну дошку на його честь. У церемонії відкриття взяли його рідні, побратими, представники місцевої влади, мешканці Первомайської громади.
У червні 2024 року на одній з багатоповерхівок у Златополі силами його побратимів зі спецпідрозділу «HATRED» 1 батальйону 3-ї окремої штурмової бригади та дружини відкрили мурал на честь Олега Фадєєнка. Над муралом працювала творча група Kailas.V.
У серпні 2024 року на сайті Харківської міської ради було ініційовано петицію щодо перейменування парку імені Фаріза Сафарова у Новобаварському районі Харкова на честь Олега Фадєєнка. Петиція зібрала понад 5 тисяч підписів, необхідних для її направлення на розгляд до Харківського міської ради.
У серпні 2023 року на сайті Президента України було ініційовано петицію щодо присвоєння Олегу Фадєєнку звання Героя України. Петиція набрала понад 25 тисяч підписів, необхідних для розгляду її Президентом України. У лютому 2024 року Олегу Фадєєнку було присвоєне звання Герой України з удостоєнням ордена «Золота Зірка».
За словами його дружини Єлизавети Фадєєнко, на його пам'ять у Златополі планується відкрити спортзалу, підготовкою якої займалися друзі Олега.

## Нагороди
- Звання Герой України з удостоєнням ордена «Золота Зірка» (24 лютого 2024, посмертно) — «за особисту мужність і героїзм, виявлені у захисті державного суверенітету та територіальної цілісності України, самовіддане служіння Українському народові»[20].
- орден «За мужність» III ступеня (14 березня 2023) — за особисту мужність і самовіддані дії, виявлені у захисті державного суверенітету та територіальної цілісності України[21].
- медалі та відзнаки від Головного управління розвідки Міністерства оборони України та відомчі Збройних сил України[2]

## Родина
Зі своєю дружиною Єлизаветою, яка була із Запоріжжя, Олег Фадєєнко познайомився в соціальних мережах. Вони багато спілкувалися, а через 2 місяці після знайомства Олег приїхав до Єлизавети. Після цього вони їздили одне до одного поїздами. Коли почалося російське широкомасштабне вторгнення до України 24 лютого 2022 року Єлизавета була на п'ятому місяці вагітності. А у травні 2022 року Олег та Єлизавета побралися, засвідчив їхній шлюб керівник Головного управління розвідки Міністерства оборони України Кирило Буданов.
В Олега Фадєєнка залишились дружина Єлизавета Фадєєнко та донька Єсенія, яка народилася 21 червня 2022 року. Його дружина за волонтерську діяльність у січні 2025 року нагороджена відзнакою Головнокомандувача Збройних сил України «За сприяння війську»
Мати — Олена Фадєєнко